# 黒木利克
黒木 利克（くろき としかつ、1913年（大正2年）9月28日 - 1978年（昭和53年）9月24日）は、昭和期の厚生官僚、政治家。参議院議員、法学博士（明治大学・論文博士・1962年）（学位論文「日本社会事業現代化論」）。

## 経歴
宮崎県、現在の西都市で生まれた。妻中学校（現宮崎県立妻高等学校）、第五高等学校を経て、1940年（昭和15年）東京帝国大学法学部を卒業。1939年（昭和14年）10月、高等試験行政科に合格。1940年、厚生省に入り衛生局属に任官。秋田県産業課長。1948年厚生省社会局厚生課長、翌年まで米国に学ぶ。1949年社会局生活課長、庶務課長、保護課長、1956年厚生大臣官房企画室長。第一回厚生白書を作成。1957年社会保障研究のため英国および北欧に出張。1958年国民皆年金準備事務局長、1959年厚生省医務局次長、1961年児童局長、1962年「日本社会事業現代化論」で法学博士（明治大学）の学位を取得。1964年児童家庭局長。
1965年の第7回参議院議員通常選挙に自由民主党から出馬、参議院議員（全国区）に当選する。改選を迎えた1971年の第9回参議院議員通常選挙には出馬せず、参議院議員を1期務めた。この間、自民党社会保障調査会副会長、社会保障制度審議会委員、第3次佐藤内閣・行政管理政務次官などを務めた。1972年と1976年の総選挙に旧宮崎1区から出馬したが落選する。1966年ローマ教皇パウロ6世より有星・騎士団長勲章を受ける。
1978年9月24日、心筋梗塞のため東京都杉並区の自宅にて死去。64歳。死没日をもって勲二等瑞宝章追贈、従六位から従四位に叙され、さらに正四位に位一級追陞。

## 国政選挙歴
- 第7回参議院議員通常選挙（全国区、1965年7月、自由民主党）当選[4]
- 第33回衆議院議員総選挙（宮崎県第1区、1972年12月、自由民主党）次点落選[8]
- 第34回衆議院議員総選挙（宮崎県第1区、1976年12月、自由民主党）落選[9]

## 著書
- 『アメリカ社會事業瞥見』牧賢一,池川清監修 日本社会事業協会 アメリカ社会事業シリーズ 1949
- 『アメリカ社會事業通信 社會事業的視點から世界的視點へ』厚生時報社 1949.
- 『ウェルフェア・フロム・USA』日本社会事業協会 1950
- 『現代社会福祉事業の展開 社会福祉事業法の解説』中央社会福祉協議会 1951
- 『医療扶助の取扱』編 中央社会福祉協議会 生活保護百問百答 1952
- 『社会福祉主事』中央法規出版 1952
- 『社会福祉の指導と実務 とくに市町村における』時事通信社 1952
- 『社会福祉の手帖 続社会福祉主事』中央法規出版 中央法規文庫 1953
- 『社会事業と霊友会』国友婦人会 1955
- 『生活保護 最近の二大攻撃と其の分析』中央法規出版 中央法規文庫 1955
- 『日本社会事業現代化論』全国社会福祉協議会 1958
- 『新しい社会事業のあゆみ』全国社会福祉協議会 社会福祉選書 1959
- 『日本社会保障』弘文堂 1959
- 『日本の社会保障』社会福祉新聞社 1962
- 『日本の児童福祉』良書普及会 1964
- 『私本児童手当白書』白桃書房 1965
- 『社会保障法概論』福祉新聞社 1967
- 『女性の政治教室』福祉新聞社 1968
- 『解説・社会保険労務士六法』全3巻 松岡三郎共編著 弘文堂 1970
- 『青年の政治教室 ’70年代のビジョン』福祉新聞社 1970